# Калиш-Поморски
Калиш-Поморски (пол. Kalisz Pomorski, нем. Kallies)  —  город  в Польше, входит в Западно-Поморское воеводство,  Дравский повят.  Имеет статус городско-сельской гмины. Занимает площадь 12,00 км². Население — 4334 человека (на 2013 год).

## Фотографии

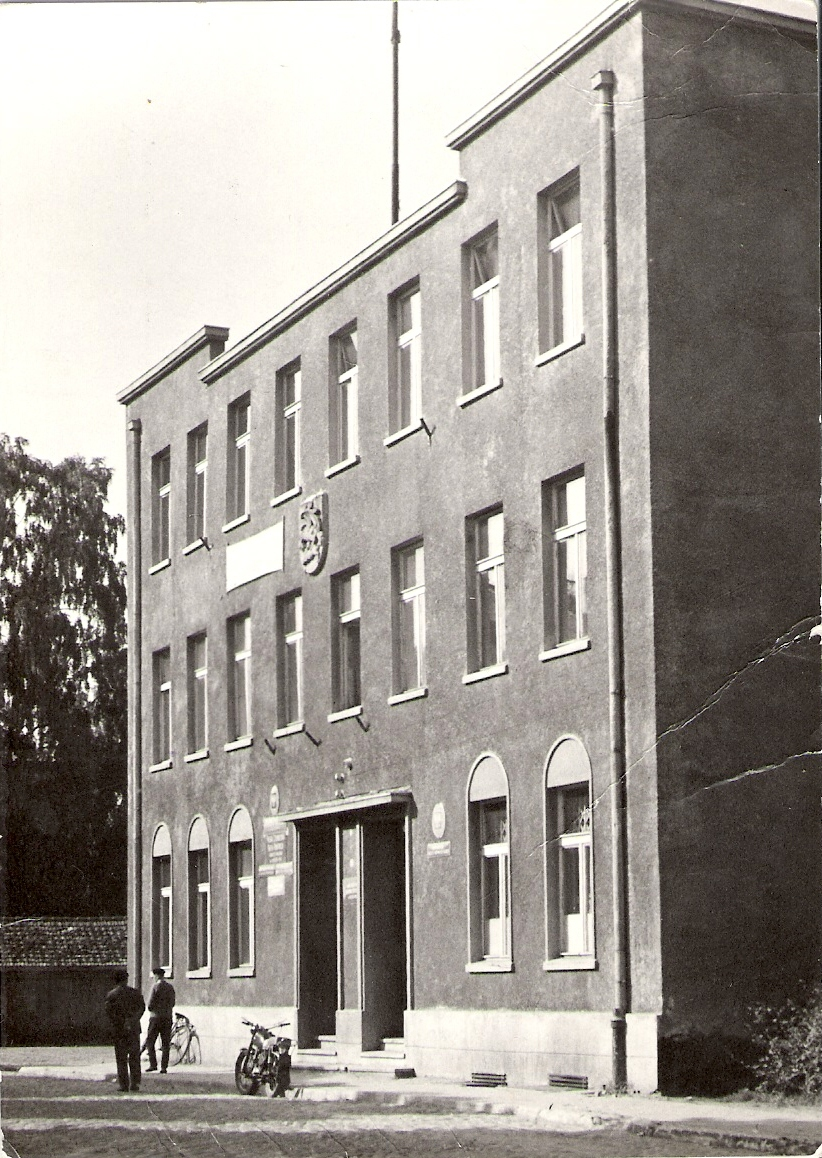
Ратуша
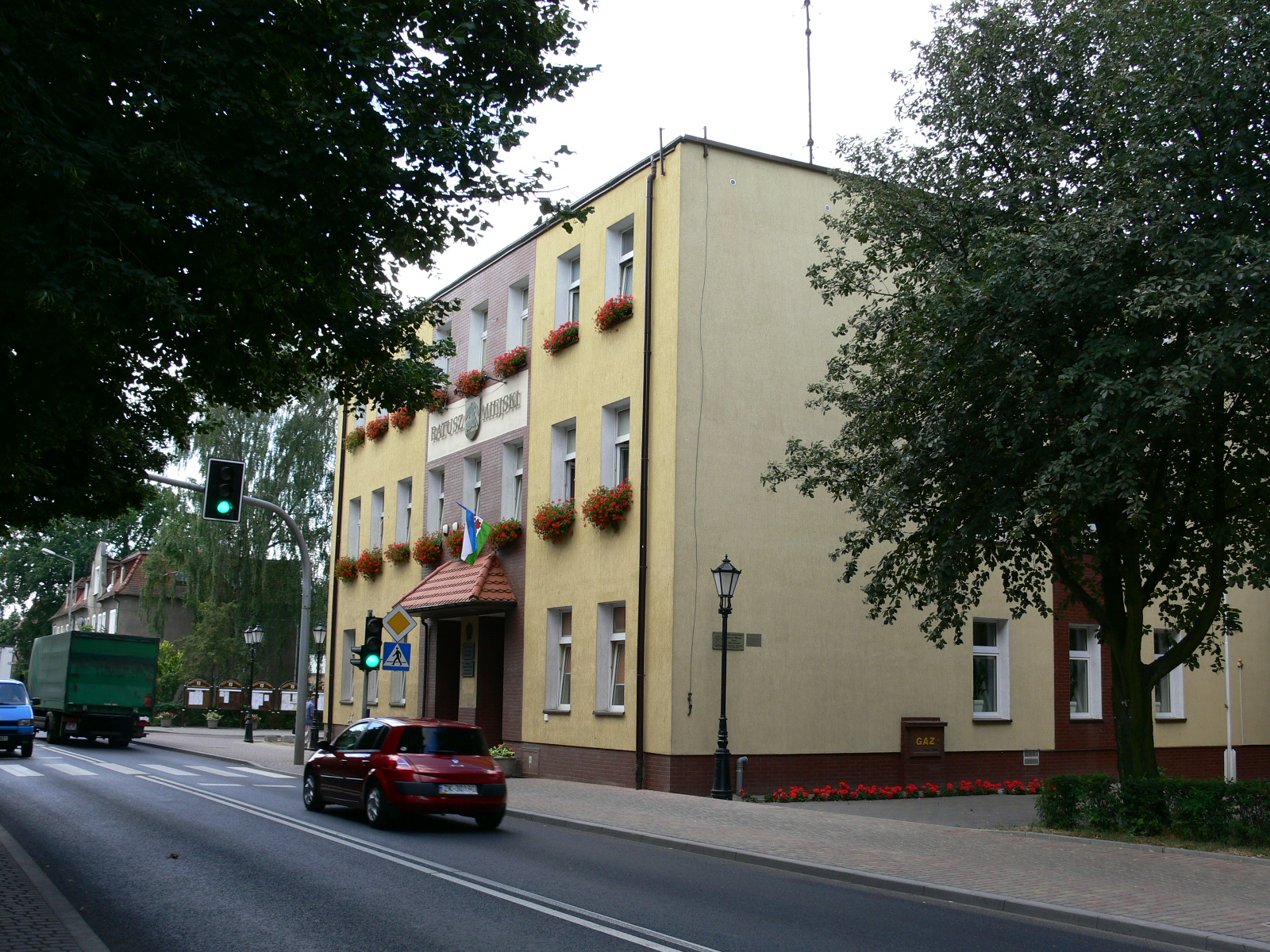
Ратуша
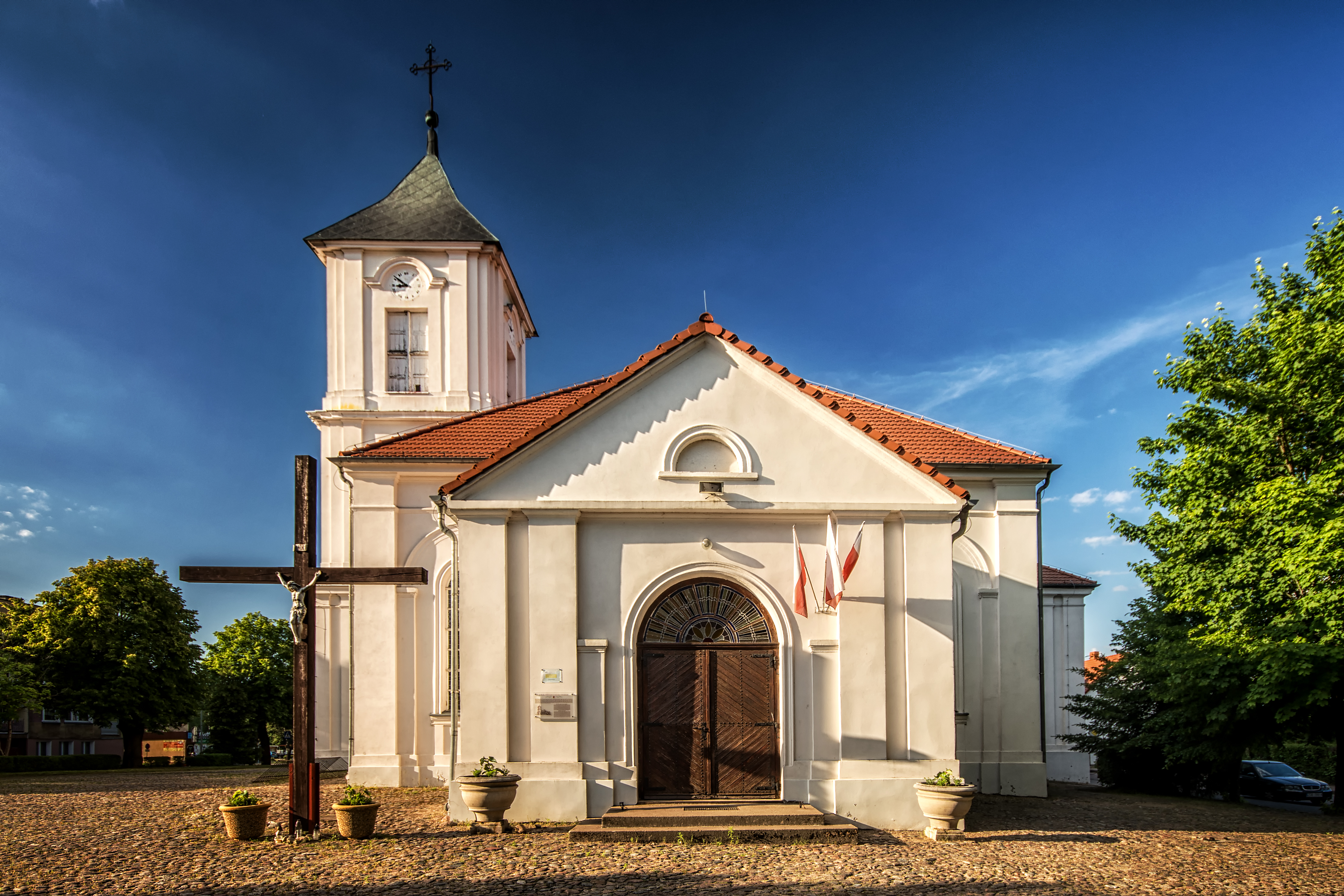
Костёл
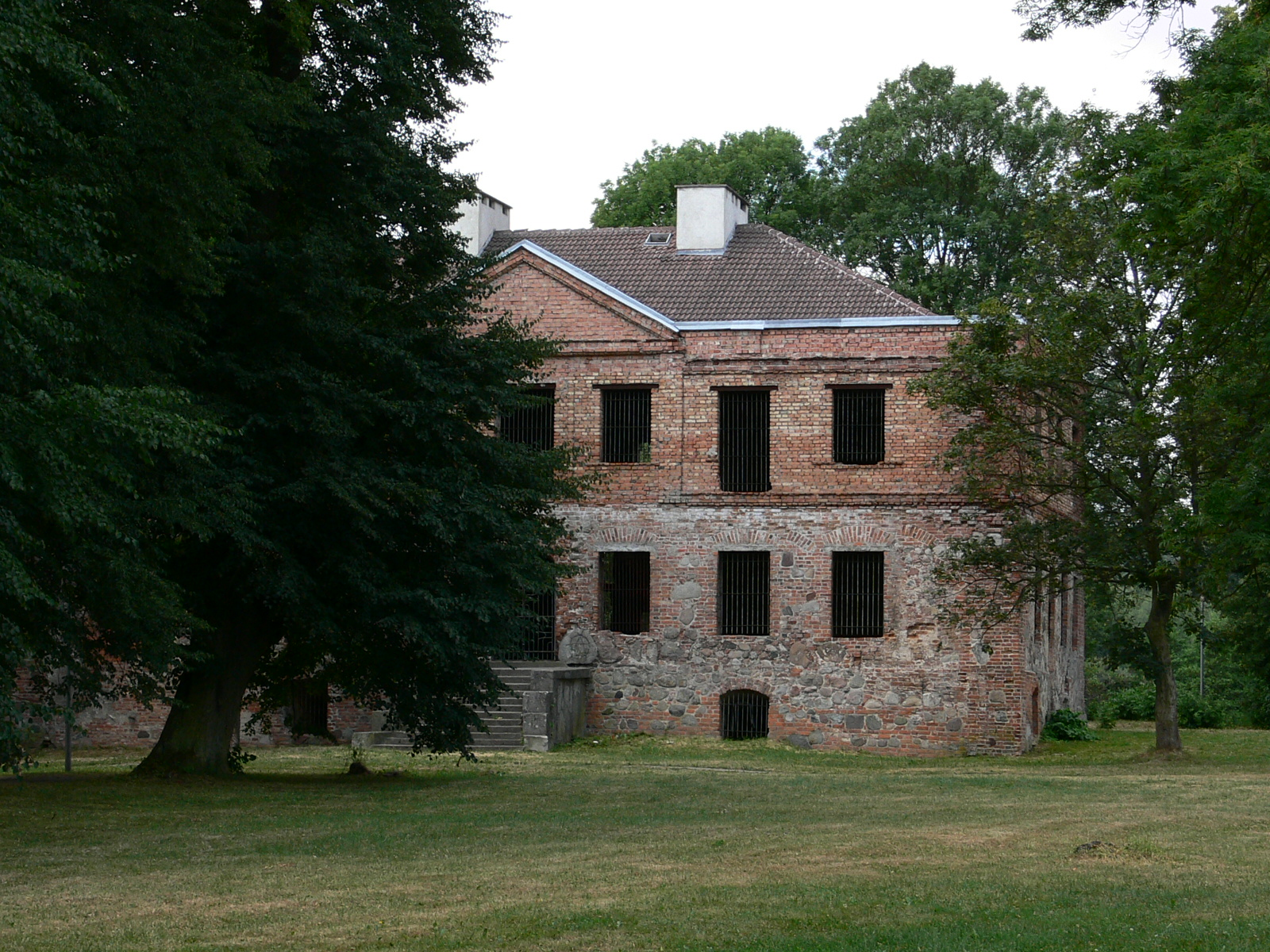
Руины замка
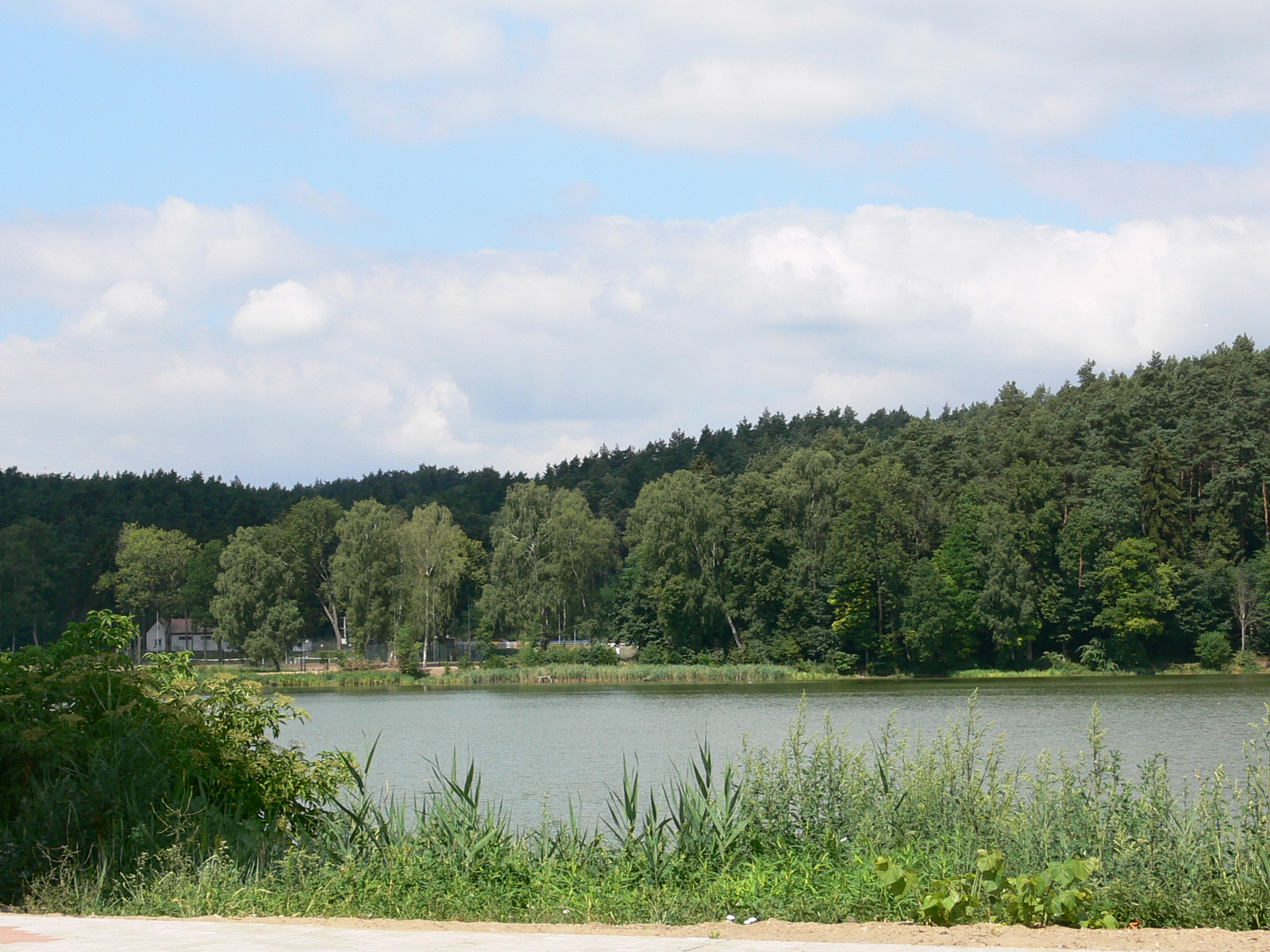
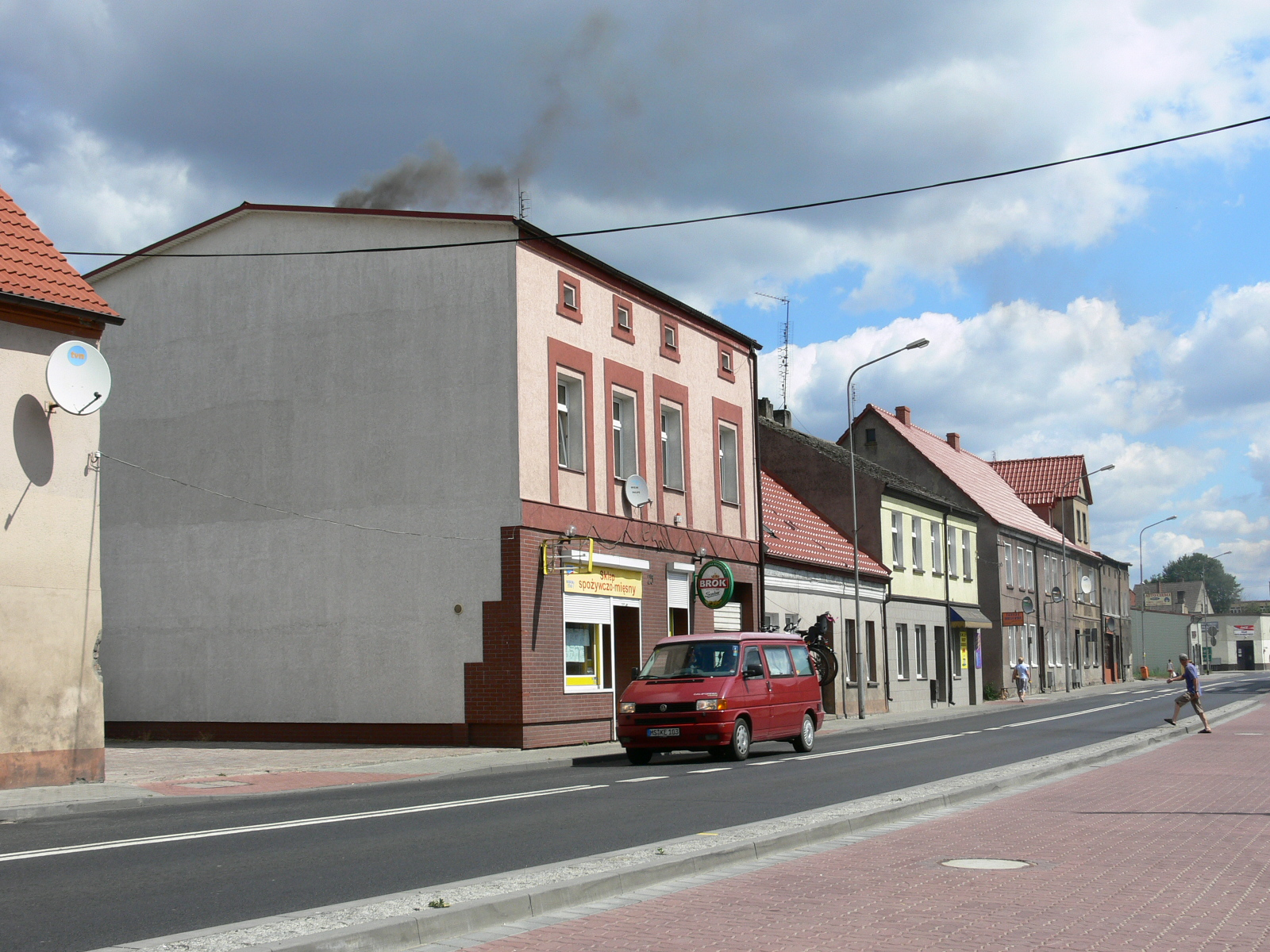
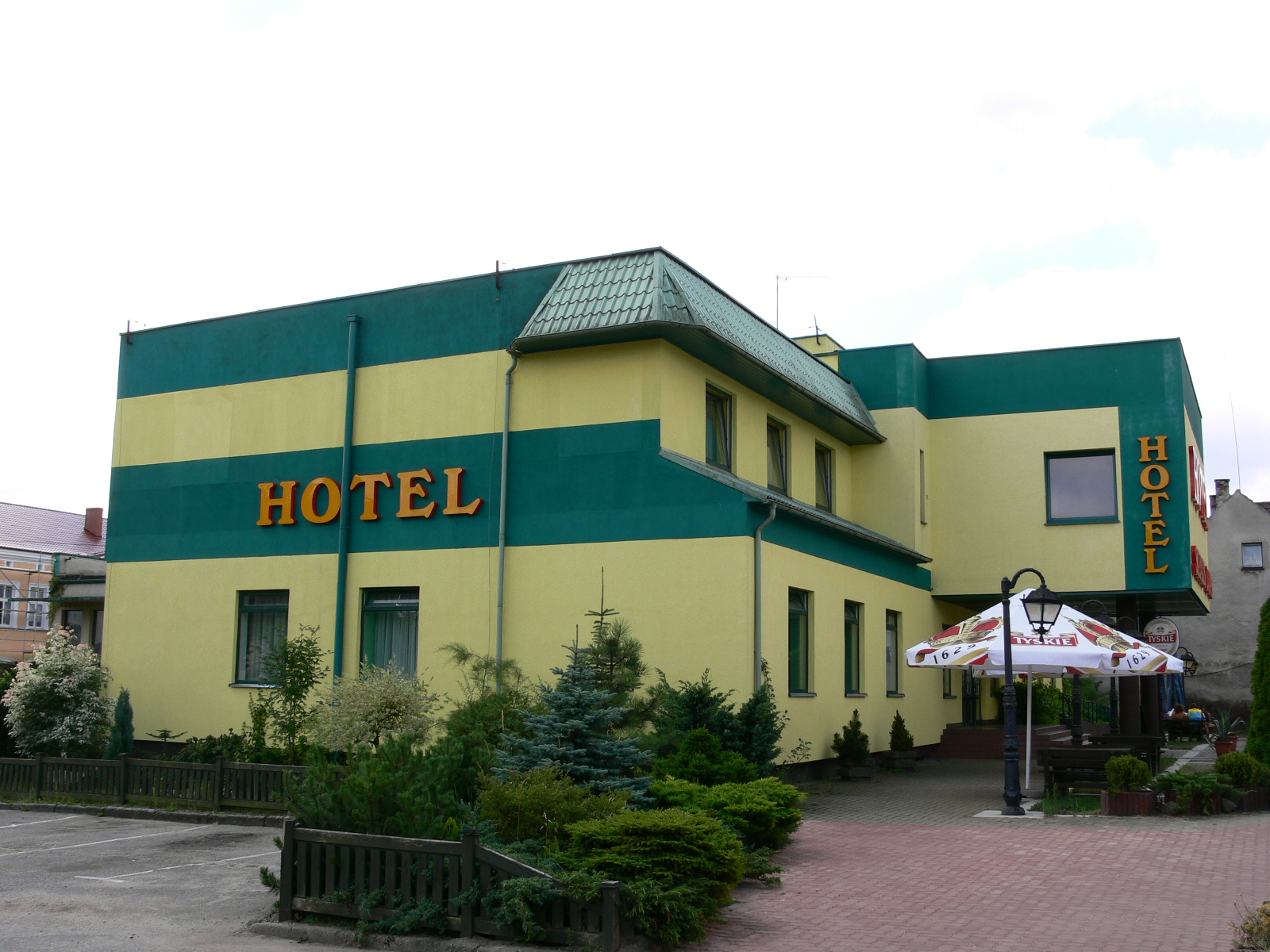